# Butter-Fly
«Butter-Fly» — дебютний сингл японського вокаліста Кодзі Вада. Найвідоміший як тема вступної заставки аніме-серіалу «Пригоди діґімонів», прем'єра якого відбулася 23 квітня 1999 року, а також як пісня заключних титрів однойменного фільму, випущеного 10 березня 1999 року. На честь десятої річниці Digimon-франшизи, а також виходу свого першого синглу, Кодзі Вада випустив «Strong Version» цієї пісні. Інша версія була створена для аніме-серіалу «Digimon Adventure tri», присвяченому 15-річчю оригінального серіалу. Композиція «Butter-Fly ~tri. Version~» була випущена 25 листопада 2015 року, за п'ять місяців до смерті виконавця.

## Перелік пісень
Аранжування усіх пісень виконане Cher Watanabe.
| #     | Назва                           | Автор            | Тривалість |
| ----- | ------------------------------- | ---------------- | ---------- |
| 1.    | «Butter-Fly»                    | Hidenori Chiwata | 4:18       |
| 2.    | «Seven»                         | Kouhei Koyama    | 4:17       |
| 3.    | «Butter-Fly» (Original Karaoke) |                  | 4:18       |
| 4.    | «Seven» (Original Karaoke)      |                  | 4:17       |
| 17:12 |                                 |                  |            |

| "Butter-Fly ~Strong Version~" single | "Butter-Fly ~Strong Version~" single               | "Butter-Fly ~Strong Version~" single | "Butter-Fly ~Strong Version~" single |
| #                                    | Назва                                              | Автор                                | Тривалість                           |
| ------------------------------------ | -------------------------------------------------- | ------------------------------------ | ------------------------------------ |
| 1.                                   | «Butter-Fly ~Strong Version~»                      | Hidenori Chiwata                     | 4:30                                 |
| 2.                                   | «Seven ~10th Memorial Version~»                    | Kouhei Koyama                        | 4:37                                 |
| 3.                                   | «Butter-Fly ~Strong Version~» (Original Karaoke)   |                                      | 4:30                                 |
| 4.                                   | «Seven ~10th Memorial Version~» (Original Karaoke) |                                      | 4:37                                 |
| 18:13                                |                                                    |                                      |                                      |

| "Butter-Fly ~tri. Version~" сингл | "Butter-Fly ~tri. Version~" сингл              | "Butter-Fly ~tri. Version~" сингл | "Butter-Fly ~tri. Version~" сингл |
| #                                 | Назва                                          | Автор                             | Тривалість                        |
| --------------------------------- | ---------------------------------------------- | --------------------------------- | --------------------------------- |
| 1.                                | «Butter-Fly ~tri. Version~»                    | Hidenori Chiwata                  | 3:45                              |
| 2.                                | «Butter-Fly ~tri. Version~» (Original Karaoke) |                                   | 3:45                              |
| 7:30                              |                                                |                                   |                                   |